# Віндермір (озеро, Камбрія)
Віндермір (англ. Windermere) — найбільше природне озеро в Англії. Лежить на території національного парку Лейк-Дистрикт (Озерний край). Утворюючи частину кордону між історичними графствами Ланкашир і Вестморленд, озеро сьогодні входить до графства Камбрія.
Довжина озера — понад 11 миль (18 км), ширина в найширшому місці — майже 1 миля (1,5 км), площа — 5,69 квадратних миль (14,73 км2). Віндермір — це стрічкове озеро, яке утворилося в льодовиковій западині після відступу льоду на початку поточного міжльодовикового періоду.
Вінлермір оспівували поети-романтики озерної школи. Озеро було одним із найпопулярніших місць у країні для відпочинку та дачних будинків з моменту появи залізничної гілки Кендал-енд-Віндермір у 1847 році. І сьогодні озеро є популярним туристичним об'єктом.

## Географія
Озеро довге й вузьке, як і багато інших стрічкових озер, лежить у крутій дольодовиковій річковій долині.
Площа озера становить близько 15 км², максимальна глибина — 67 м. Довжина — близько 18 км, ширина — до 1,49 км. В озеро впадають річки Братей, Ротей, Траут-Бек та ряд дрібніших. У найпівденнішій точці озера бере початок річка Левен.
Стік річкою Левен у затоку Моркам Ірландського моря. Висота над рівнем моря — 39 м, нижча точка дна озера значно нижча за рівень моря.
На озері є дев'ятнадцять островів, найбільший — остів Бель (Бел-Айл) площею близько 16 гектарів. Маленькі острівки в центрі озера утворюють живописні групи.
Озеро оточують вкриті лісом пагорби.

## Озерна фауна

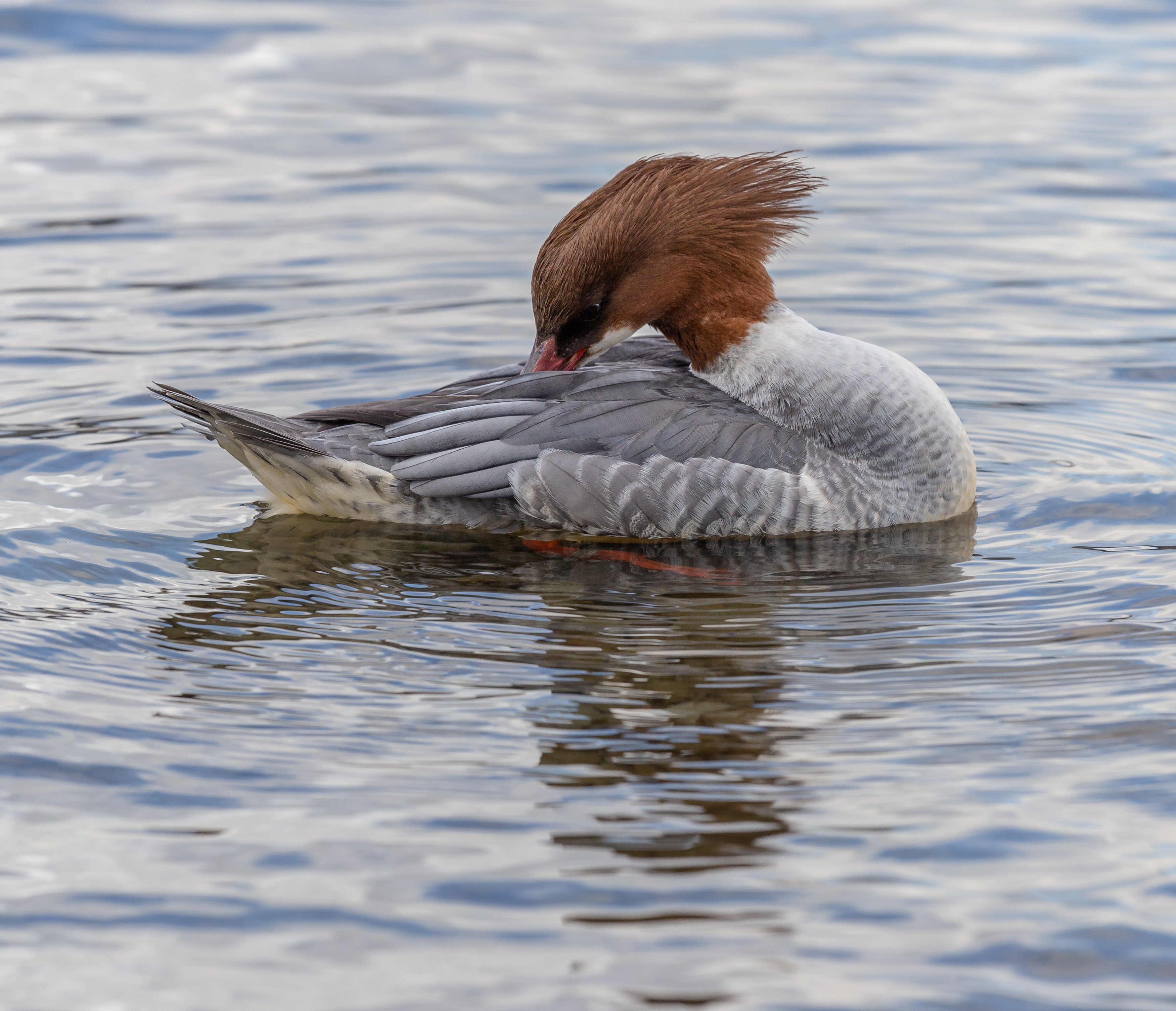
Крех великий на озері (січень 2019)

Озеро Віндермір багате на рибу. Найпоширеніші види: форель, голець, щука, окунь.
Протяжність озера з півночі на південь у поєднанні з його розташуванням між затокою Моркам і височинами утворюють міграційний шлях, на якому часто взимку можна побачити гусей.

## У культурі
Вільям Вордсворт, один з поетів «озерної школи», описав вид на Віндермір з гребня пагорба в поемі «Прелюдія» (англ. «The Prelude»).
Оскар Вайльд почав працювати над своєю першою популярною п'єсою «Віяло леді Віндермір» під час літнього візиту в Озерний край у 1891 році.
Деякі люди припускають, що в озері Віндермір може жити озерне чудовисько, подібне до того, що нібито живе в озері Лох-Несс, і в 2011 році були зроблені дивні світлини мнимої істоти, яку ласкаво прозвали «Боунессі» (англ. Bownessie).

## Галерея

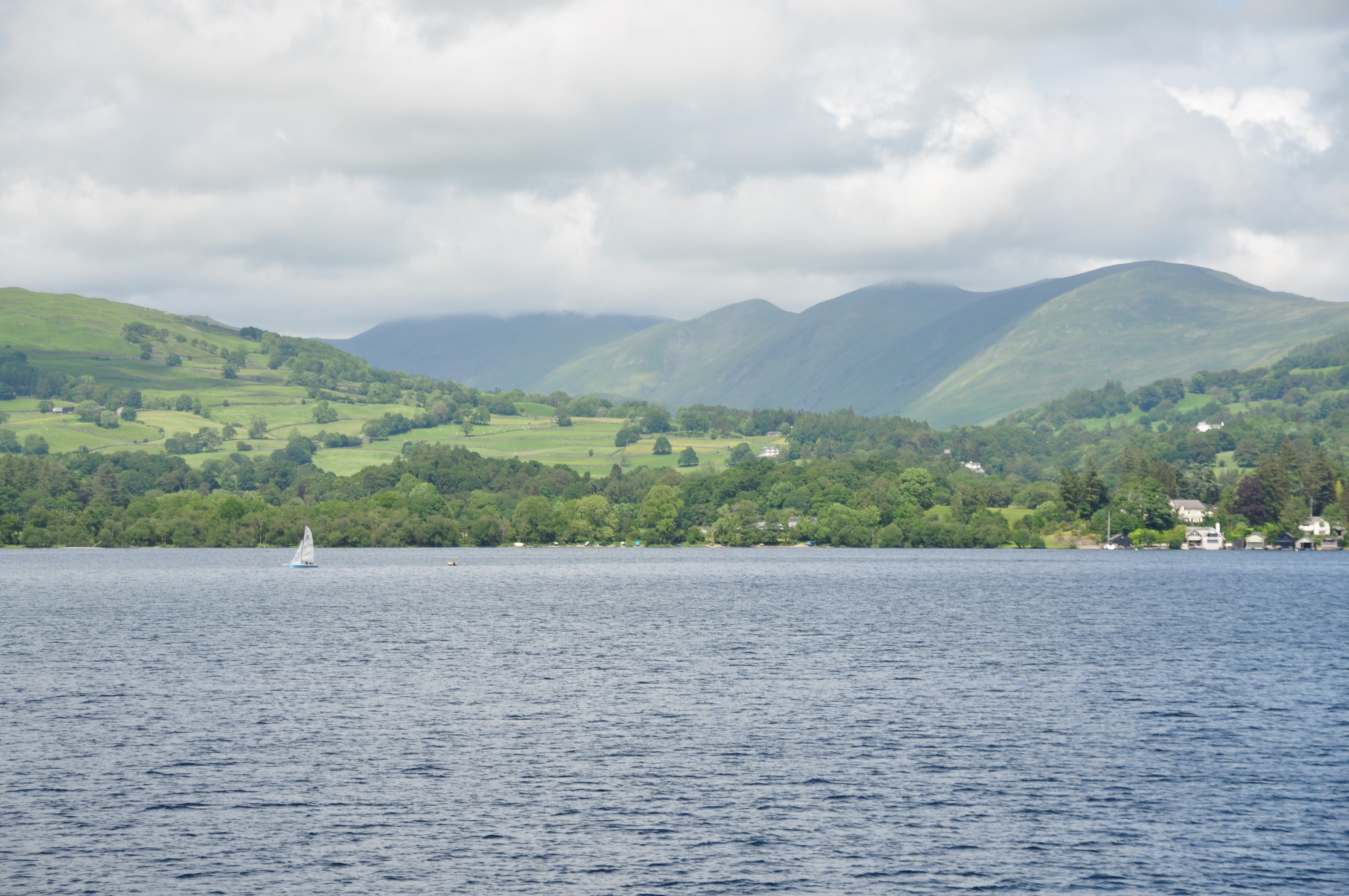
Вид на озеро й пагорби (червень 2014)
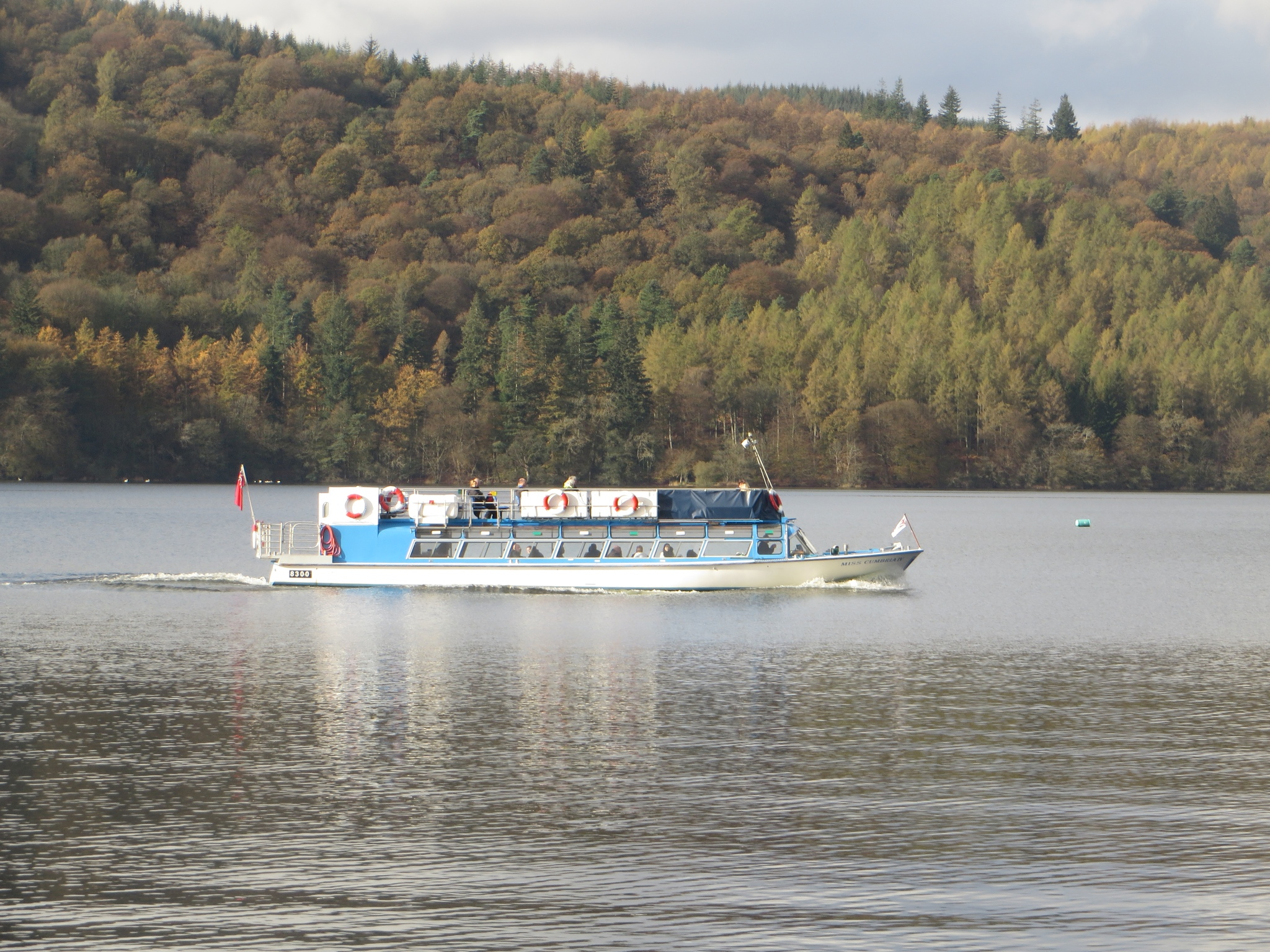
Туристичний катер на озері (листопад 2014)
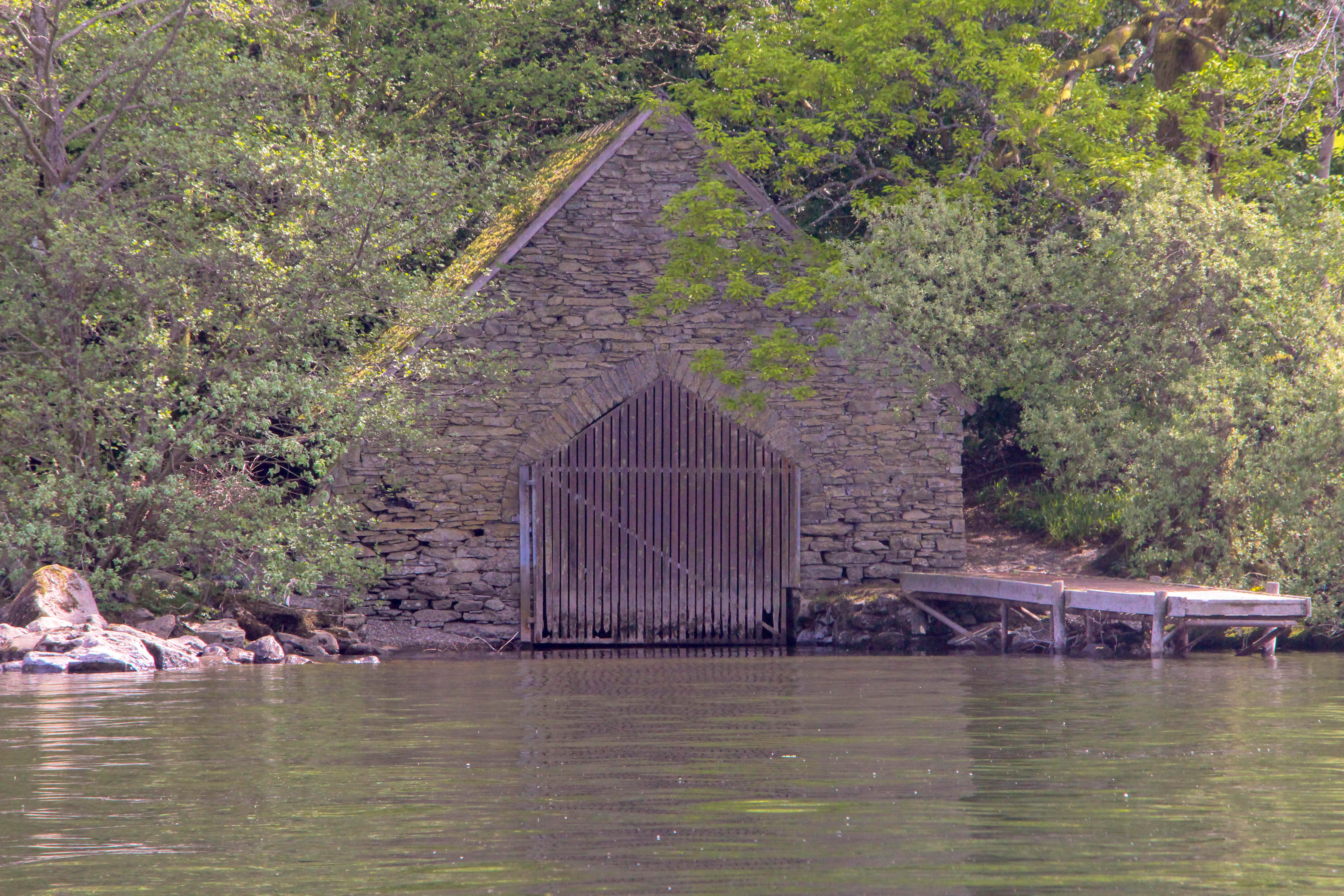
Елінг на острові Бель (квітень 2019)